# Эмар, Гюстав
Гюстав Эмар (Gustave Aimard; настоящее имя — Оливье Глу (фр. Gloux); 13 сентября 1818, Париж, — 20 июня 1883, там же) — французский писатель, автор приключенческих романов, один из классиков жанра вестерн в литературе. Наряду с Эженом Сю и Полем Февалем — популярнейший представитель французской массовой литературы XIX века.

## Биография
Своим отцом Эмар считал генерала Орацио Себастьяни, а матерью — жену герцога Ровиго Анну Савари, которая была в родстве с императрицей Жозефиной. Брошенный родителями, он жил в приёмной семье Глу. В 12 (по другим источникам — в 9 или 7) лет убежал из дома и поступил юнгой на корабль.
Он прибыл в Патагонию, затем отправился в Северную Америку, где вёл жизнь золотоискателя и траппера. В 1835 году поступил на службу в военно-морской флот, откуда дезертировал четыре года спустя во время остановки в Чили. Эмар женился на команчи, после чего начал путешествовать по Европе и Кавказу.
В 1847 году Эмар вернулся во Францию. В 1848 году являлся офицером мобильной гвардии в Париже, участвовал в революции 1848 года.
В 1851 году принимал участие в экспедиции в Мексику графа Гастона де Рауссе-Бульбона. В 1852 году вернулся во Францию. Здесь он женился на актрисе Адель Люси Даморо и занялся писательской деятельностью. Во время Третьей республики собирал в Америке материалы для своих книг, командовал отрядом «вольных стрелков» во франко-прусской войне.
В 1879 году Эмар отправился в Рио-де-Жанейро, где поддерживал связь с императором Педру II.
В 1883 году, через два года после возвращения из Латинской Америки, у Эмара диагностировали манию величия, и он закончил свою жизнь в психиатрической больнице Св. Анны. Сначала он был похоронен на кладбище Иври, позже его тело было перенесено в склеп семьи его жены Даморо в Экуане.

## Творчество
Литературным творчеством Эмар занялся в 1856 году. Первым его значительным романом является книга «Арканзасские трапперы» (1858), посвященная «золотой лихорадке» и американской экспедиции Гастона де Рауссе-Бульбона, в которой, возможно, Эмар принимал участие. Эмар работал в исключительно высоком темпе и только за 1867 год выпустил 12 романов. Эмар критиковался за самоплагиат.

## Популярность в России
Произведения Эмара пользовались большой популярностью в дореволюционной России. В 1899 году в Петербурге вышло 12-томное издание его сочинений. Романами писателя зачитывались Николай Гумилёв, Александр Грин, Самуил Маршак, Иван Шмелев.

## Собрания сочинений на русском
- * Гюстав Эмар. Собрание сочинений 25 томах. Издательство: Терра. Москва. 1991.

```
Содержание: 1. «Арканзасские трапперы». «Искатель следов». 2. «Степные разбойники». «Закон Линча». 3. «Пограничные бродяги». «Вольные стрелки». 4."Чистое Сердце". «Флибустьеры». 5. «Золотая лихорадка». «Курумилла». 6. «Текучая Вода». «Ранчо у моста Лиан». 7. «Авантюристы». «Морские цыгане». 8. «Золотая Кастилия». «Медвежонок Железная Голова». 9. «Лесник». «Морские титаны». 10. «Следопыт». «Перст Божий». 11. «Тунеядцы Нового моста». 12. «Масорка». «Росас». 13. «Охотники за пчелами». «Каменное сердце». 14. «Сурикэ». 15. «Форт Дюкен». «Атласная змея». 16. «Сакрамента». «Гамбусино». 17. «Твердая рука». «Мексиканская месть». 18. «Король золоых приисков». «Мексиканские ночи». 19. «Миссурийские разбойники». «Меткая Пуля». 20. «Фланкер». «Новая Бразилия». 21. «Приключения Мишеля Гартмана». 22. «Приключения Мишеля Гартмана» — «Черная собака». 23. «Заживо погребенная». «Валентин Гиллуа». 24. «Сожженые леса», «Тайные чары великой Индии», «Вождь Сожженыех Лесов», «Рассказы из жизни бразильских степях». 25. «Вождь окасов», «Дикая кошка», «Периколя» и др.
```

- Густав Эмар. Собрание избранных произведений в 12-ти томах. Издательство: Центрполиграф. Москва. 1991—1995 г. Твердый переплет.

```
Содержание: 1. «Сурикэ». 2. «Сакрамента». «Искатель следов». 3. «Степные разбойники». «Суд Линча». 4. «Флибустьеры». «Золотая лихорадка». 5. «Курумилла». «Валентин Галуа». 6. «Король золотых приисков». «Мексиканские ночи». 7. «Охотники за пчелами». «Каменное сердце». 8. «Пограничные бродяги». «Арканзасские трапперы». 9. «Вольные стрелки». «Чистое сердце». 10. «Следопыт». «Перст Божий». 11. «Форт Дюкен». «Атласная змея»."Ранчо у моста лиан". 12. «Мас-Орка».
```